# Драгољевац
Драгољевац (алб. Dragolec) је насељено место у општини Исток, на Косову и Метохији. Према попису становништва из 2011. у насељу је живело 420 становника.

## Историја
До јуна 1999. године ово је било највеће српско село у долини Пећког Подгора, удаљено 3-4 км југоисточно од Истока. У Светоарханђеловској повељи цара Душана из 1348. помиње се поп Војсил и у сеоским међама Крстово црквиште и друга црква на Дубљу. Патријарх Пајсије је 1646. био у Драгољевцу и о томе оставио забелешке. У Пећком поменику, који се чува у САНУ, постоји запис из 1646. године о Драгољевцима. Игуман Дечана, Антим Седларевић, који се старао о препокривању манастира, био је родом из Драгољевца. Његов гроб са датумом смрти из 1863. налази се у порти манастира. Бројни приложници из Драгољевца уписани су у пећком, девичком и дечанском поменику током XVI и XVIII века. Једно од највећих српских села у Метохији са 90 српских кућа Албанци су 1999. године претворили у згариште и сметлиште, где камионима и тракторима довозе смеће и олупине аутомобила. Сеоски бунар су затрпали, водовод уништили, воћњаке посекли, њиве присвојили. Сви надгробни споменици, међу којима је било и оних којису вековима трајали, поломљени су и уништени. Све српске куће су спаљене и порушене, а Срби староседеоци са својих вековних огњишта протерани.

## Становништво
Према попису из 2011. године, Драгољевац има следећи етнички састав становништва:
| Националност             | 2011.        |
| Албанци                  | 329 (78,33%) |
| Египћани                 | 74 (17,62%)  |
| Срби                     | 6 (1,44%)    |
| Бошњаци                  | 2 (0,48%)    |
| неизјашњени и недоступно | 9 (2,13%)    |
| Укупно                   | 420          |

| Демографија | Демографија | Демографија |
| Година      | Становника  | Становника  |
| ----------- | ----------- | ----------- |
| 1948.       | 455         |             |
| 1953.       | 553         |             |
| 1961.       | 655         |             |
| 1971.       | 755         |             |
| 1981.       | 887         |             |
| 1991.       | 962         |             |
| 2011.       | 420         |             |